# Норт Акомита Вилиџ (Њу Мексико)
Норт Акомита Вилиџ (енгл. North Acomita Village) насељено је место без административног статуса у америчкој савезној држави Њу Мексико.

## Демографија
По попису из 2010. године број становника је 303, што је 15 (5,2%) становника више него 2000. године.
| Група             | 2000.     | 2010.    |
| Белци             | 10 (3,5%) | 9 (3,0%) |
| Афроамериканци    | 0 (0,0%)  | 0 (0,0%) |
| Азијати           | 0 (0,0%)  | 0 (0,0%) |
| Хиспаноамериканци | 9 (3,1%)  | 3 (1,0%) |
| Укупно            | 288       | 303      |